# Marcel Gras
Pour les articles homonymes, voir Gras.
Marcel Gras, né le 15 août 1896 à Marseille et mort le 25 octobre 1976 à Asnières-sur-Seine,, est un réalisateur français.

## Biographie
Ancien élève du lycée Thiers à Marseille, où il se lia d'amitié avec Marcel Pagnol, celui-ci le nomme en 1933 administrateur de production de la société Les Films Marcel Pagnol et membre du conseil d'administration des Auteurs Associés.
Marcel Gras a coréalisé Aux jardins de Murcie, sorti en 1936.
Il a collaboré à Fortunio - Marcel Pagnol, installé à Paris en 1922, lui reprochera de vouloir en prendre la direction -, puis aux Cahiers du Sud.

## Filmographie
- 1936 : Aux jardins de Murcie basé sur la pièce espagnole « Maria del Carmen » de Fellu et Codina : Produit et réalisé en Espagne par Marcel Gras et distribué par French Films Import Co.